# Eumenes placens
Eumenes placens är en stekelart som beskrevs av Nurse 1903. Eumenes placens ingår i släktet krukmakargetingar, och familjen Eumenidae. Inga underarter finns listade i Catalogue of Life.